# U-Bahnhof Oldenfelde

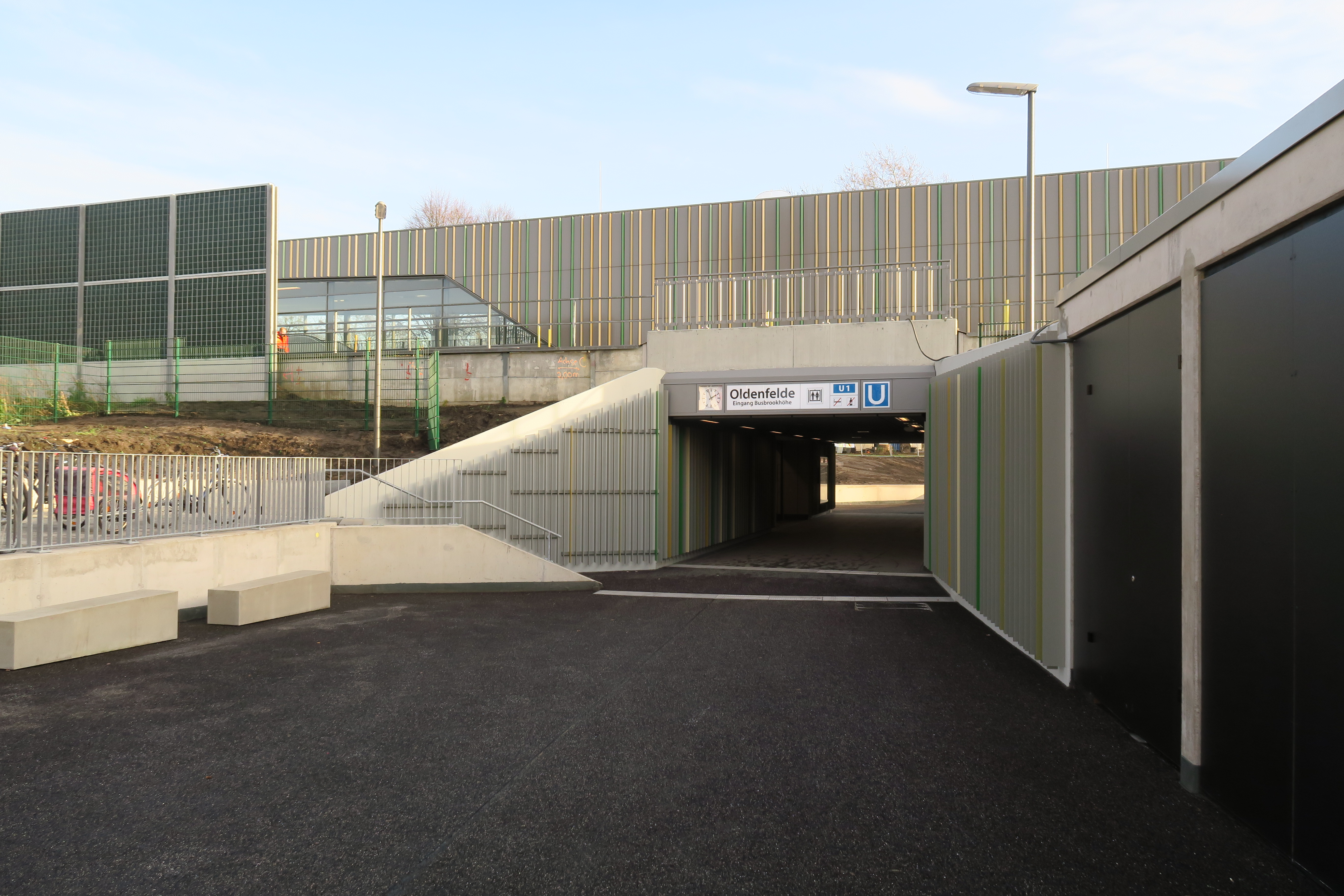
Zugang Busbrookhöhe

Der U-Bahnhof Oldenfelde ist eine Haltestelle der Hamburger U-Bahn-Linie U1 auf der Grenze der Stadtteile Farmsen-Berne und Rahlstedt. Das Kürzel der Station bei der Betreiber-Gesellschaft Hamburger Hochbahn lautet „OF“. Der Name leitet sich vom Rahlstedter Ortsteil Oldenfelde ab. Im November 2016 begann das Planfeststellungsverfahren, der Baustart war am 16. Februar 2018, die Eröffnung am 9. Dezember 2019. Die Kosten für den Bau der neuen Haltestelle betrugen etwa 20 Millionen Euro.

## Lage und Aufbau
Der U-Bahnhof Oldenfelde entstand zwischen den Haltestellen Farmsen und Berne, die rund 2,6 km auseinanderliegen, dem ehemals zweitlängsten Haltestellenabstand im Hamburger U-Bahn-Netz. Er erschließt Wohngebiete, in denen etwa 4500 Menschen leben. Die Zuwegung ist von der westlich verlaufenden Straße Busbrookhöhe und dem östlichen gelegenen Am Knill durch einen Fußweg, der zum südlichen Ende des Mittelbahnsteigs führt. Ein ursprünglich geplanter zusätzlicher nördlicher Zugang wurde auf Grund eines erst kürzlich gebauten Spielplatzes nicht realisiert.
Das in diesem Streckenabschnitt vorhandene parallel verlaufende Betriebs- und Versuchsgleis war von den Baumaßnahmen nicht betroffen und blieb erhalten.
| Linie | Verlauf |
| ----- | --- |
| U 1   | Norderstedt Mitte – Richtweg – Garstedt – Ochsenzoll – Kiwittsmoor – Langenhorn Nord – Langenhorn Markt – Fuhlsbüttel Nord – Fuhlsbüttel – Klein Borstel – Ohlsdorf – Sengelmannstraße (City Nord) – Alsterdorf – Lattenkamp (Sporthalle) – Hudtwalckerstraße – Kellinghusenstraße – Klosterstern – Hallerstraße – Stephansplatz (Oper/CCH) – Jungfernstieg – Meßberg – Steinstraße – Hauptbahnhof Süd – Lohmühlenstraße – Lübecker Straße – Wartenau – Ritterstraße – Wandsbeker Chaussee – Wandsbek Markt – Straßburger Straße – Alter Teichweg – Wandsbek-Gartenstadt – Trabrennbahn – Farmsen – Oldenfelde – Berne – Meiendorfer Weg – Volksdorf / Streckenast Ohlstedt – Buckhorn – Hoisbüttel – Ohlstedt \ Streckenast Großhansdorf – Buchenkamp – Ahrensburg West – Ahrensburg Ost – Schmalenbeck – Kiekut – Großhansdorf |